# Коломбе-ла-Фосс
Коломбе́-ла-Фосс (фр. Colombé-la-Fosse) — коммуна во Франции, находится в регионе Шампань — Арденны. Департамент — Об. Входит в состав кантона Сулен-Дюи. Округ коммуны — Бар-сюр-Об.
Код INSEE коммуны — 10102.
Коммуна расположена приблизительно в 195 км к востоку от Парижа, в 85 км южнее Шалон-ан-Шампани, в 55 км к востоку от Труа.

## Население
Население коммуны на 2008 год составляло 218 человек.
| 1962 | 1968 | 1975 | 1982 | 1990 | 1999 | 2008 |
| ---- | ---- | ---- | ---- | ---- | ---- | ---- |
| 169  | 178  | 151  | 182  | 195  | 237  | 218  |

## Экономика
В 2007 году среди 137 человек в трудоспособном возрасте (15—64 лет) 110 были экономически активными, 27 — неактивными (показатель активности — 80,3 %, в 1999 году было 68,4 %). Из 110 активных работали 106 человек (55 мужчин и 51 женщина), безработных было 4 (0 мужчин и 4 женщины). Среди 27 неактивных 12 человек были учениками или студентами, 6 — пенсионерами, 9 были неактивными по другим причинам.

## Достопримечательности
- Церковь XIII века. Памятник истории с 1987 года[3]
- Крест на кладбище. Памятник истории с 1987 года[4]